# El Huecú

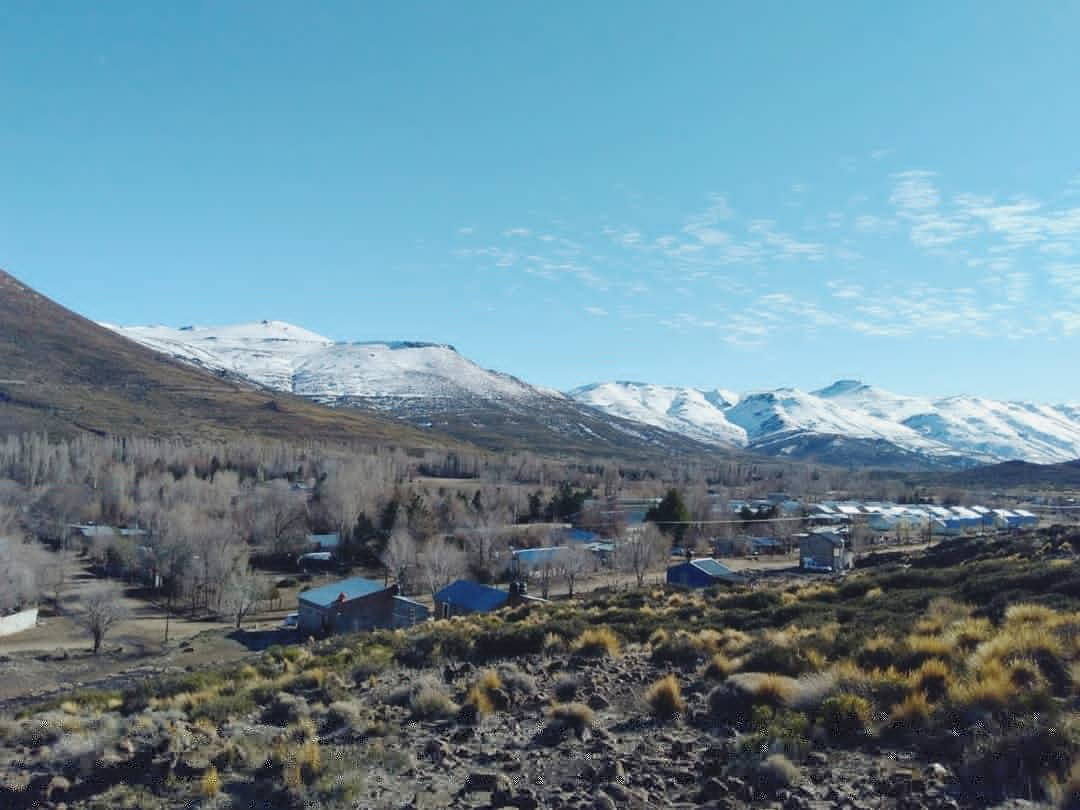
Vista de tarde de invierno de El Huecú.

El Huecú es la localidad cabecera del departamento Ñorquín, en la provincia del Neuquén, Argentina.

## Toponimia
En lengua mapudungun significa 'Genio del mal (demonio).

## Población
Contó con 1,391 habitantes (Indec, 2010), lo que representó un descenso frente a los 1,399 habitantes (Indec, 2001) del censo anterior. La población se compuso de 716 varones y 675 mujeres. En tanto, las viviendas pasaron de a ser 334 a 445.
Según el censo 2022 se conoció una población dentro del municipio de 1,723 habitantes y 706 viviendas.Este dato situó a la localidad como el municipio de tercera categoría más poblado de la provincia.
| Gráfica de evolución demográfica de El Huecú entre 1991 y 2022 |
|                                                                |
| Fuente: Censos nacionales del INDEC                            |

## Clima
Los verano son frescos con temperaturas máximas de 26 °C y noches frías de 9 °C. 
En otoño y primavera las máximas promedian los 20 °C. El clima es muy riguroso en el invierno con temperaturas mínimas de hasta -22 °C en los meses de julio y agosto, con máximas que no superan los 9 °C.
La precipitación suele darse sobre  todo en otoño e invierno, con lluvia y bastante nieve. Está ventoso todo el año.